# Politetrafluoretilen
Politetrafluoretilen (F2C=CF2, teflon, P.T.F.E., politetrafluoreten) je polukristalna polimerna plastika, koja se sastoji od fluora i ugljika. Prvi ga je pronašao američki kemičar Roy Plunkett, 1938. godine.

Tetrafluoretilen je bezbojan plin bez mirisa koji polimerizacijom daje politetrafluoretilen, poznatog pod komercijalnim trgovačkim nazivima "teflon" i "fluon". Politetrafluoretilen je vrlo cijenjen polimerni materijal, otporan prema visokim temperaturnim i kemijskim utjecajima (fluorougljik). Primjenjuje se za oblaganje kuhinjskog posuđa, za izradu laboratorijske opreme, u svemirskoj tehnici, itd. Najveću primjenu je našao u vodoinstalacijama, gdje dolazi u tzv. "teflonskim vrpcama".

## Poznati proizvođači
- "Teflon" je komercijalna marka tvrtke DuPont – Teflon® PTFE.